# Michael Ostrowski

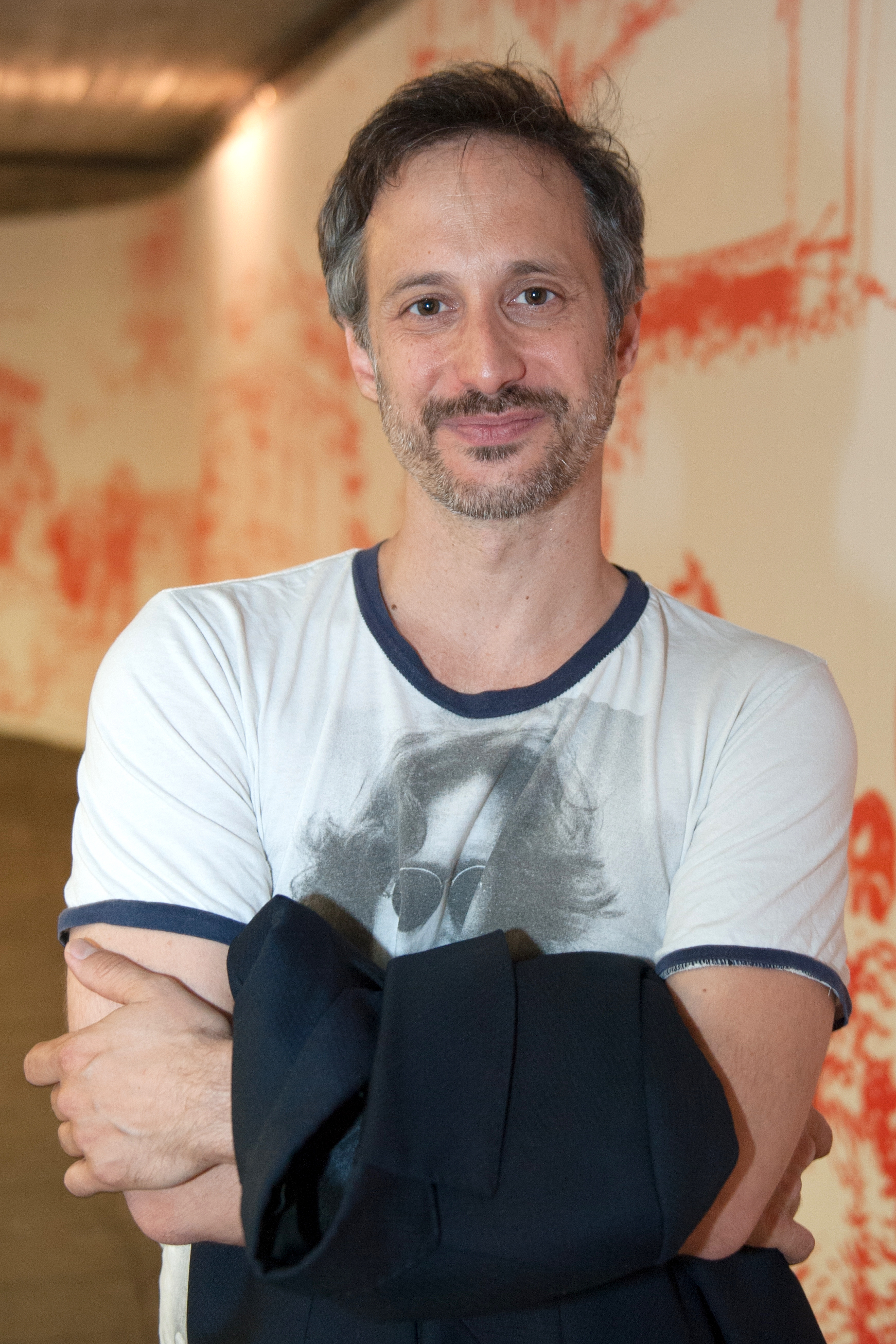
Michael Ostrowski 2016

Michael Ostrowski, eigentlich Michael Stockinger (* 3. Jänner 1973 in Leoben), ist ein österreichischer Schauspieler, Drehbuchautor und Moderator.

## Leben
Michael Ostrowski wuchs in Rottenmann in der Steiermark auf. Er studierte ab 1991 Englisch und Französisch in Graz, Oxford und New York und verfügt auch über Italienisch- und Spanischkenntnisse. 
Zur Schauspielerei gelangte er während seines Studiums eher zufällig, als er mit Ed Hauswirth von der experimentellen Grazer Theatergruppe Theater im Bahnhof in Kontakt kam. 
Er wohnte einige Jahre im Grazer Stadtbezirk Lend und dort absolvierte er 1993 seine ersten Auftritte. 2002 gewann er mit ihnen den Nestroy-Theaterpreis für die beste Off-Produktion.

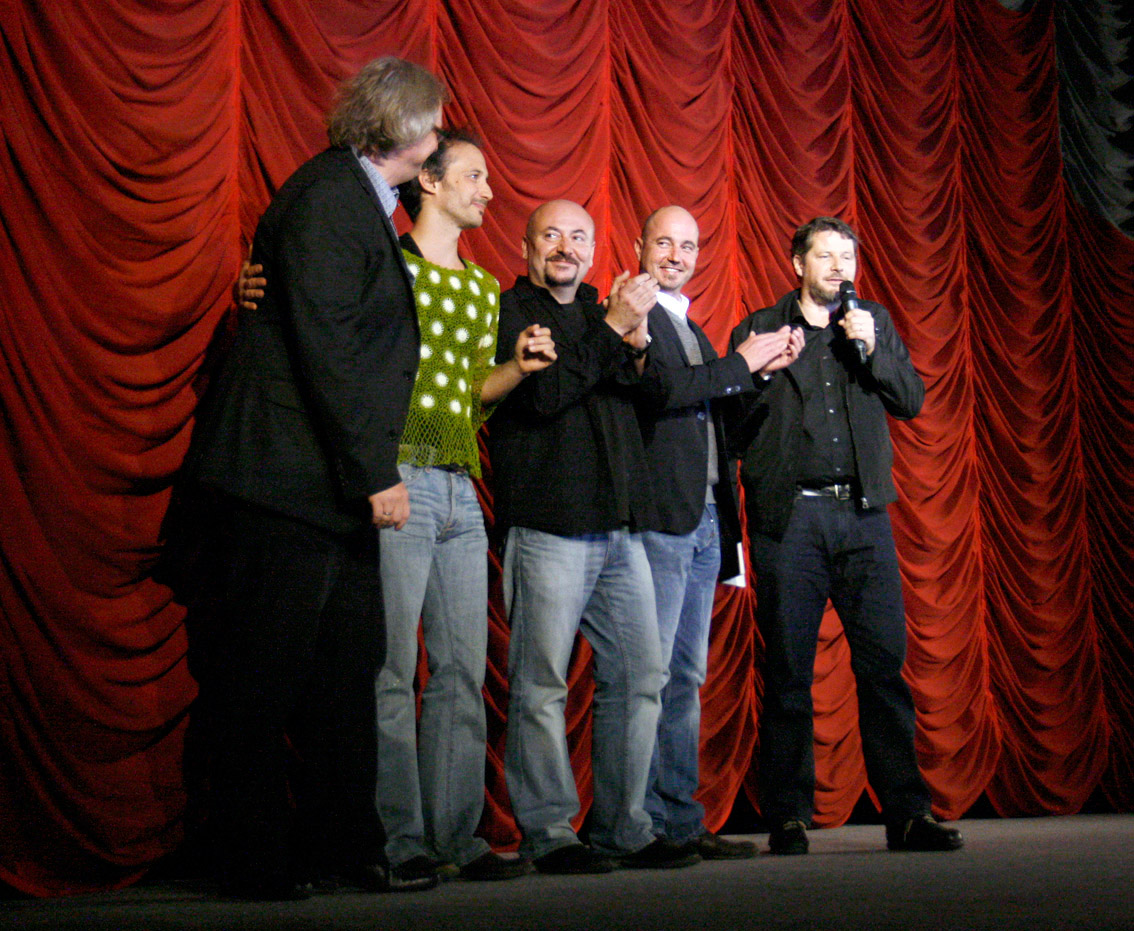
Mit Andreas Prochaska, Uwe Lubrich, Alfred Schwarzenberger und Danny Krausz bei der Premiere von Die unabsichtliche Entführung der Frau Elfriede Ott (2010)

Seine erste Filmrolle übernahm er 2001 in einem Kurzfilmprojekt von Barbara Albert. Zu dieser Zeit änderte er seinen Nachnamen von „Stockinger“ in „Ostrowski“, da es einen anderen Schauspieler und Kabarettisten gleichen Namens gibt. Seine erste Kinofilmrolle erhielt er 2002 in Nogo, in dem er als „Sam“ einen der Hauptdarsteller spielte. Der bisher erfolgreichste und bekannteste Film, in dem er mitwirkte, war die Komödie Nacktschnecken aus dem Jahr 2004, deren Drehbuch er Ende der 1990er-Jahre verfasst hatte. Regie bei diesem Film führte Michael Glawogger, durch den er „wirklich Filmschauspielen gelernt“ habe. Die Zusammenarbeit mit Glawogger, den er als „unheimlich ‚technisch‘ bzw. filmisch und dramaturgisch denkende[n] Mensch[en]“ bezeichnete, empfand Ostrowski als „großes Glück“, da er „seinen reduzierten, filmischen Blick auf die Schauspielerei gelernt habe.“ Ostrowski spielt auch weiterhin Theater, etwa am Grazer Schauspielhaus und an den Wiener Kammerspielen. Als Mitautor am Drehbuch zum Spielfilm Die unabsichtliche Entführung der Frau Elfriede Ott (2010), in dem er auch die Hauptrolle spielte, wurde er 2011 mit dem Österreichischen Filmpreis ausgezeichnet.
Seit den 1990er-Jahren betätigt sich Ostrowski regelmäßig als Moderator verschiedener Veranstaltungen. So moderierte er unter anderem die „Krone-Fußballgala“ und die Verleihung des Nestroy-Theaterpreises 2003. 2008, 2009 sowie 2010 führte er durch das Programm des Amadeus Music Award. Zusammen mit Pia Hierzegger moderiert er seit 2012 die satirische Talkshow Demokratie – Die Show auf Puls 4, seit 2014 außerdem den FM4-Protestsongcontest im Rabenhof Theater. Im Oktober 2024 präsentierte er gemeinsam mit Teresa Vogl die ORF2-Sendung 100 Jahre Radio – Die Show.
Sein Regiedebüt hatte er bei dem Spielfilm Hotel Rock’n’Roll, dem dritten Teil der „Sex, Drugs & Rock’n’Roll“-Trilogie des 2014 verstorbenen Michael Glawogger.
Ostrowski ist seit August 2012 in einer Beziehung mit der Schauspielerin Hilde Dalik und hat vier Kinder. Drei Kinder stammen aus einer früheren Beziehung, mit Hilde Dalik hat er eine gemeinsame Tochter.

## Filmografie

### Kinofilme
- 2002: Nogo
- 2004: Nacktschnecken (auch Drehbuch)
- 2006: Kotsch
- 2006: Kronprinz Rudolfs letzte Liebe
- 2006: Slumming
- 2007: Zustandswechsel
- 2007: Freigesprochen
- 2009: Contact High (auch Drehbuch)
- 2009: Same Same But Different
- 2010: Die unabsichtliche Entführung der Frau Elfriede Ott (auch Drehbuch)
- 2011: Wie man leben soll
- 2012: Lügen auf Kubanisch (La película de Ana)
- 2013: Kokowääh 2
- 2013: Die Werkstürmer
- 2013: Bad Fucking
- 2013: Hai-Alarm am Müggelsee
- 2014: Und Äktschn!
- 2015: Er ist wieder da
- 2015: Halbe Brüder
- 2015: Hilfe, ich hab meine Lehrerin geschrumpft
- 2016: Hotel Rock’n’Roll (auch Regie)
- 2017: Bibi & Tina: Tohuwabohu Total
- 2017: Tiere
- 2018: Hilfe, ich hab meine Eltern geschrumpft
- 2018: Die letzte Party deines Lebens
- 2018: Kalte Füße
- 2019: Ich war noch niemals in New York
- 2020: Enfant Terrible
- 2021: Sargnagel – Der Film
- 2021: Hilfe, ich hab meine Freunde geschrumpft
- 2022: Der Onkel – The Hawk
- 2022: Die Känguru-Verschwörung
- 2022: Tausend Zeilen
- 2013–2023: Eberhoferkrimi
  - 2013: Dampfnudelblues
  - 2018: Sauerkrautkoma
  - 2019: Leberkäsjunkie
  - 2021: Kaiserschmarrndrama
  - 2023: Rehragout-Rendezvous
- 2023: Wie kommen wir da wieder raus?
- 2024: Die Heinzels – Neue Mützen, neue Mission (Stimme)
- 2025: Ein Mädchen namens Willow
- 2025: Ganzer halber Bruder

### Fernsehfilme (Auswahl)
- 2011: Kebab mit Alles
- 2011: Weihnachtsengel küsst man nicht
- 2014: Tatort – Paradies
- 2016: Tödliche Geheimnisse – Geraubte Wahrheit
- 2017: Kebab extra scharf!
- seit 2020: Ein Krimi aus Passau (Fernsehreihe)
  - 2020: Freund oder Feind
  - 2020: Die Donau ist tief
  - 2022: Zu jung zu sterben
  - 2022: Der Fluss ist sein Grab
  - 2024: Zeit zu beten
  - 2024: Gier nach Gold
- 2022: Buba
- 2024: Trost und Rath – Tanz mit dem Teufel (Fernsehreihe)

### Serien (Auswahl)
- 2004: Kommissar Rex, Episode „Die Leiche lebte noch“
- 2005: SOKO Kitzbühel, Episode „Blattschuss“
- 2005: 11er Haus
- 2005–2020: Vier Frauen und ein Todesfall
- 2009–2012: Schlawiner
- seit 2012: Demokratie. Die Show
- 2014: Boͤsterreich (1x3)
- 2019: Labaule & Erben
- 2020: How to Sell Drugs Online (Fast)
- 2023: Neue Geschichten vom Pumuckl

## Publikationen
- Der Onkel, Roman, Rowohlt Verlag, Hamburg 2022, ISBN 978-3-498-00329-6.